# Köllig
Köllig ist ein Ortsteil und ein Ortsbezirk der Ortsgemeinde Nittel im Landkreis Trier-Saarburg in Rheinland-Pfalz. 

## Geographie
Der von der Landwirtschaft geprägte Ort liegt auf einer Hochfläche oberhalb von Weinbergen an der Mosel, die hier die Grenze nach Luxemburg bildet.
Nachbarorte neben Nittel selbst im Norden und dem weiteren Ortsteil Rehlingen im Südwesten sind Onsdorf im Nordosten und der Wincheringer Ortsteil Söst im Südosten.  

## Geschichte
In der Gemarkung von Köllig finden sich Spuren früher Besiedlung, darunter die Überreste eines römischen Landhauses. Der Ort wurde urkundlich erstmals 816 als Colachech erwähnt. Der Name änderte sich im Laufe der Zeit über „Coeltiche“ (1030) und weitere Schreibweisen zum heutigen Köllig.
Einige Jahrhunderte gehörte das Dorf zum Herzogtum Lothringen, das 1766 aufgrund eines Vertrags an Frankreich fiel. Bereits 1769 trat der französische König Ludwig XV. seine Rechte an die österreichische Kaiserin Maria Theresia ab, Köllig wurde Teil der Österreichischen Niederlande.
Die Inbesitznahme des Linken Rheinufers durch französische Revolutionstruppen beendete die alte Ordnung. Der Ort wurde von 1798 bis 1814 Teil der Französischen Republik (bis 1804) und anschließend des Französischen Kaiserreichs, zugeordnet dem Département des Forêts („Departement der Wälder“). Nach der Niederlage Napoleons kam Köllig 1815 aufgrund der auf dem Wiener Kongress getroffenen Vereinbarungen zum Königreich Preußen. Der Ort wurde dem Kreis Saarburg des Regierungsbezirks Trier zugeordnet, der 1822 Teil der neu gebildeten Rheinprovinz wurde.
Im Jahre 1825 wurde ein Gebäude errichtet, in dem die Ortskapelle und eine kleine Schule unterkamen. Ein größeres Schulgebäude wurde 1902 notwendig, das bis 1965 in Nutzung war.
Als Folge des Ersten Weltkriegs war die gesamte Region dem französischen Teil der Alliierten Rheinlandbesetzung zugeordnet. Nach dem Zweiten Weltkrieg  gehörte Köllig zu den Gemeinden der französischen Besatzungszone, die im Februar 1946 an das Saarland angeschlossen wurden, im Juni 1947 aber auch zu den Orten des Landkreises Saarburg, die wieder zurück gegliedert und Teil des damals neu gebildeten Landes Rheinland-Pfalz wurden.
Am 17. März 1974 wurde die bis dahin selbstständige Gemeinde Köllig mit zu diesem Zeitpunkt 83 Einwohnern nach Nittel eingemeindet.

## Politik
Köllig ist gemäß Hauptsatzung einer von zwei Ortsbezirken der Ortsgemeinde Nittel. Der Bezirk umfasst das Gebiet der ehemaligen Gemeinde. Auf die Bildung eines Ortsbeirats wurde verzichtet. Die Interessen des Ortsbezirks werden von einer Ortsvorsteherin vertreten.
Lotta Oittinen (FWG Nittel e. V.) wurde Anfang September 2016 Ortsvorsteherin von Köllig. Bei der Kommunalwahl am 26. Mai 2019 wurde sie mit einem Stimmenanteil von 55,88 % und bei der Kommunalwahl am 9. Juni 2024 als einzige Bewerberin mit 83,0 % jeweils für weitere fünf Jahre in ihrem Amt bestätigt.
Oittinens Vorgänger Dieter Friedrich hatte das Amt von 1999 bis 2016 ausgeübt.

## Sehenswürdigkeiten
In der Denkmalliste des Landes Rheinland-Pfalz (Stand: 2021) werden zwei Kulturdenkmäler genannt:
- Ehemalige katholische Kapelle (jetzt Feuerwehrhaus), Bruchsteinbau (bezeichnet 1825)
- Quereinhaus, barocke Hofanlage (18. Jahrhundert)

Siehe auch: Liste der Kulturdenkmäler in Nittel.
Der Kölliger Fels ist ein nordwestlich des Ortes im Wald gelegenes Naturdenkmal.

## Wirtschaft und Infrastruktur
Köllig wird von den Kreisstraßen 108 und K 124 an das überregionale Straßennetz angeschlossen.